# 22794 Ліндсілеон
22794 Ліндсілеон (22794 Lindsayleona) — астероїд головного поясу, відкритий 13 липня 1999 року.
Тіссеранів параметр щодо Юпітера — 3,630.